# Maroodi Jeex
Maroodi Jeex és una regió de Somalilàndia creada el 1992 per divisió de la regió de Woqooyi Galbeed. L'altra part formà la regió de Saaxil. La capital és Hargeisa. Anteriorment es compongué dels següents dictrictes de Hargeisa, Gabiley, Sabawanaag, Cadaadley, Allaybaday, Faraweyne, Salaxley i Bali Gubadle. El 2008 els districtes d'Allaybaday, Faraweyne i Gabiley van formar la regió de Gabiley. El mateix 2008 els districtes de Salaxley i Bali Gubadle es van separar i van constituir la regió d'Hawd.